# دانيل ريكاردو
دانيل ريكاردو (بالإنجليزية: daniel riccardo)‏ (مواليد 1 تموز 1989) هو سائق استرالي الجنسية، مُرتبط مع فيزا كاش آب آر بي اف 1 حالياً.

## انضمامه لفريق ريد بول
إنضمّ ريكاردو إلى فريق ريد بُل ضمن برنامج السائقين الشباب مبكرًا في بداية مسيرته المهنية، لتتمّ رعايته من قبل العملاق النمساوي. كاد أن يفوز بلقب بطولة الفورمولا رينو 3.5 عام 2010 إلا أنه اكتفى بالمركز الثاني. أكمل في البطولة لموسم 2011 لكن جلّ اهتمامه كان منصبًا على المشاركة في الفورمولا واحد.
في موسم 2011، قامت ريد بُل بترقية ريكاردو ليصبح السائق الاحتياطي لفريق تورو روسو في الفورمولا واحد، ليشارك في أوّل ثماني حصصٍ تدريبيةٍ في الموسم. ومن ثم أبرمت ريد بُل عقدًا معه لإكمال الموسم حيث أنهاه في المركز 18.

## انضمامه لفريق تورو روسو
إنضمّ لفريق تورو روسو رسميًّا في موسم 2012، وبدأ الموسم رائعًا بالنسبة له حين أنهى سباق وطنه أستراليا في المركز التاسع، محرزًا أولى نقاطه في مسيرته الاحترافية. لم تكن سيارته تنافسية وقد عانى معها قليلاً إلّا أنه تمكن من الوصول إلى مراكز النقط في بلجيكا، لينهي موسمه بعشر نقاط.
أما في موسم 2013، فقد حسنت تورو روسو من أدائها، وقام ريكاردو بمضاعفة نقاطه، محققًا مركزًا سابعًا في الصين وإيطاليا. كما أنه استطاع تحقيق عدّة مراكز انطلاق متقدمة خاصة في الحلبات التي تحتوي على منعطفات طويلة. فتح تقاعد مارك ويبر الباب على مصراعيه أمام ريكاردو للتقدم وأخذ مكانه إلى جانب الألماني فيتيل.

## فوزه بالسباق الكندي

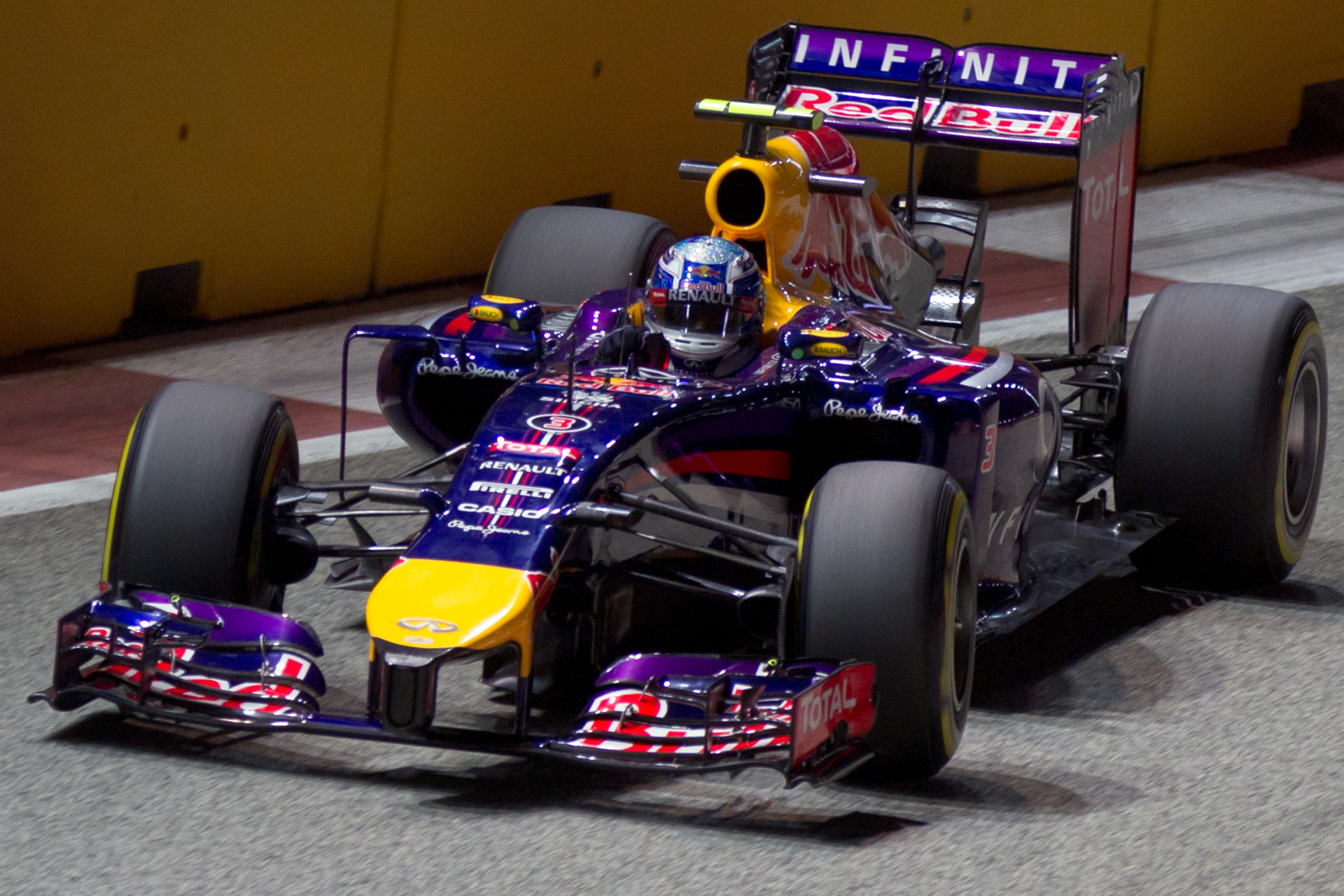
ريكاردوفي بطولة العالم لسباقات الفورمولا واحد موسم 2014 في سنعافورة.

بفوزه في السباق الكندي أصبح السائق الأسترالي الرابع الذي يُحقّق انتصارا في الفورمولا واحد، كما أن فوزه في كندا كسر سلسلة الانتصارات التي كانت مرسيدس تتمتع بها طوال الموسم.

## وصف الونسو لدانيل ريكاردو
فاجأ ريكاردو الكثيرين بعد أن تفوق على فيتيل في النصف الأول من الموسم، وبعد منافسةٍ حامية بينه وبين ألونسو في السباق الألماني، وصفه ألونسو «بغير المعقول، والذكي جدًا جدًا، والمحترم جدًا».

## بطولات حققها
- جائزة كندا الكبرى 2014
- جائزة بلجيكا الكبرى 2014
- جائزة هنقاريا الكبرى 2014
- جائزة ماليزيا الكبرى 2016
- جائزة اذربيجان الكبرى 2017
- جائزة الصين الكبرى 2018
- جائزة موناكو الكبرى 2018
- جائزة ايطاليا الكبرى 2021

## روابط خارجية
- دانيل ريكاردو على موقع IMDb (الإنجليزية)
- دانيل ريكاردو على موقع قاعدة بيانات الفيلم (الإنجليزية)
- دانيل ريكاردو على موقع Racing-Reference.info (الإنجليزية)
- دانيل ريكاردو على موقع DriverDB.com (الإنجليزية)
- دانيل ريكاردو على موقع AS.com (الإسبانية)